# 大鳞鯝
大鳞鲴（学名：Xenocypris macrolepis，為輻鰭魚綱鯉形目鯝科鲴属的鱼类，俗名黄皮、黄片、板黄鱼、沙姑子，是中国的特有物种。分布于中国黑龙江至珠江间的各水系、珠江水系分布于西江等，在俄罗斯和越南也有出现记录，本魚體延長且側扁，腹部圓，頭小，吻尖，口下位，上下頷前緣具角質，無觸鬚，體被中圓鱗，側線完全，側線鱗57-62枚，背鰭末端部分枝鰭條變硬，胸鰭尖，腹鰭起點與背鰭起點相當，尾鰭深分叉，體色銀白色，背鰭及尾鰭灰黑色，胸鰭基部淺黃色，鰓蓋膜後緣有橘黃色斑點，體長可達34.6公分，體重可達902公克，棲息在河川、水庫靜止水域，為經濟性魚類。

## 扩展阅读
維基物種上的相關：大鳞鯝